# Баба-яга (Dark Horse Comics)
Ба́ба-яга́ (англ. Baba Yaga) — суперзлодейка комиксов издательства Dark Horse Comics,  чаще всего изображается как враг, а иногда союзница, супергероя Хеллбоя. Она основана на одноимённом персонаже русского и древнерусского фольклоров. Была создана художником Майком Миньолой и дебютировала в 3 выпуске комикса Hellboy: Wake the Devil в августе 1996 года.
В 2019 году Яга дебютировала в кино в супергеройском фильме «Хеллбой», в котором её роль исполнили актëры Трой Джеймс и Эмма Тейт.

## Биография

### Предыстория
О прошлом Бабы-яги ничего неизвестно, как и то, кем она была до своего превращения в колдунью и использования тëмной магии.
В 1895 году, прямо перед падением династии Романовых в Российской империи, Яга заключила союз с молодым мистиком Григорием Распутиным. Колдунья убедила Распутина в том, что судьбы избрали его своим проводником перемен, отцом нового тысячелетия. Чтобы дух Распутина всегда был в безопасности, Баба-яга поместила одну из его половин в корни мирового дерева Иггдрасиля. После этих событий Яга и Распутин сдружились, а последний даже стал называть колдунью «бабушка».

### Koschei the Deathless
Некотрое время спустя после заключения союза с Распутиным Яга воспользовалась страхом Кощея Бессмертного, который очень боялся потерять свою душу, заключëнную в яйце. Желая заполучить контроль над Кощеем, Яга нашла яйцо с его душой внутри и с его помощью стала легко управлять Кощеем. Также, ведьма сказала ему, что, хотя путь, который он избрал, был тëмным и кровавым, он все еще может быть искуплен.
Дабы испытать Кощея в деле, Яга отправила его на задание, суть которого заключалась в том, что он должен был убить последнюю живую пару драконов и защитить страну от них. Кощей справился с поставленной задачей, но во время её выполнения ему также пришлось убить свою приëмную семью.

### The Baba Yaga
В марте 1964 года Баба-яга привлекла внимание супергероя Хеллбоя тем, что стала очень часто пожирать местных детей. Когда она находилась на кладбище, Хеллбой застал её врасплох и между ними произошла схватка, в ходе которой Хеллбой прострелил ведьме левый глаз. Из-за ранения ведьма начинает терять свои силы, а потому она сбегает в карманную вселенную, очень похожую на Российскую империю.
Перед своим побегом Яга наложила на близлежащее село годовое проклятие, из-за которого в нëм не наступило весны, а всё дети, родившиеся в тот год, были слепы на один глаз. Несмотря на то, что Яга больше не может жить в нашем мире, она может ненадолго покидать свой мир и попадать в мир людей.

### Wake the Devil
Сначала Яга видит, как её слуга по имени Коку презентует ей и Распутину костюм Железной девы для того, чтобы обеспечить безопасность нацистки Иллзы Гаупенштейн.
Чуть позже Яга становится свидетельницей того, как Хеллбой и его соратники оказывются заброшены во тьму богиней магии Гекатой. Яга верила в то, что Хеллбой проиграет битву и по его вине весь мир разрушится, но когда Хеллбой одержал победу, это стало удивлением для ведьмы.
Последний раз Ягу можно увидеть возле Иггдрасиля, когда она пытается убедить Распутина остаться с ней в её измерении, но Распутин отклоняет её просьбу и уходит.

### Conqueror Worm
Ягу можно ненадолго увидеть, когда она забирает на хранение один из осколков развалившейся души Распутина в жëлудь, чтобы обезопасить его.

### Darkness Calls
Баба-яга отказывается становиться королевой ведьм, после смерти Гекаты, и вместо этого приказывает им привести ей Хеллбоя, чтобы она смогла убить его и забрать у него глаз в отместку за то, что много лет назад он забрал глаз у неё. После того, как Хеллбой заручается поддержкой единственного доброго духа леса, Лешего, Яга отправляет на битву с героями Кощея, в обмен обещая избавить его от страданий и снять с него проклятие бессмертия. После череды неудач Яга берëт дело в свои руки и полностью завладевает телом и разумом Кощея.
После поражения Кощея в битве Яга почти полностью теряет свою силу и пытается использовать осколок души Распутина, но Коку кидает жëлудь с осколком внутри прямо в ад. Яга приказывает Кощею вонзить кинжал в спину Хеллбою, но и эта попытка терпит неудачу. После этого к полностью ослабшей ведьме приходит призрак в чëрном и говорит ей, что теперь она получит глаз Хеллбоя только в том случае, если он сам согласится его отдать.

### The Storm and The Fury
Некоторое время спустя Яга вновь встречается с Хеллбоем и предлагает ему свою помощь в победе над колдуньей Нимуэ в обмен на то, что Хеллбой отдаст ей один из своих глаз. Хеллбой соглашается и выполняет своё условие сделки, после чего Яга использует свою магию и с её помощью вычисляет точное местонахождение Нимуэ.

### Hellboy in Hell
В прологе показано, как товарищ Хеллбоя, Эдвард Грей, обращается к Бабе-яге за помощью, чтобы она открыла портал в ад и помогла ему вытащить Хеллбоя оттуда. Поначалу Яга считает это решение абсурдным, но затем передумывает и открывает портал, помогая Эдварду в поисках.

## Силы и способности
Баба-яга — одна из самых могущественных волшебниц, не говоря уже о ведьмах, во вселенной Хеллбоя. Она хорошо известна на русских землях, и её боятся многие живущие там, особенно те, кто обитает в сёлах и деревнях, где она часто бродит. До того, как она лишилась глаза и своей силы, её часто видели на могилах мёртвых, где она пересчитывала пальцы на трупах, прежде чем высосать их души и вдохнуть их в пустые черепа, чтобы создать призрачные фонари. Эти фонари свисают с ветвей Иггдрасиля и полностью заполняют внутреннее пространство её избушки на курьих ножках.
Большая часть силы Яги заключается в её фонарях, которые подпитывают её энергией. Также, Яга может направлять энергию, заключённую в этих фонарях, и отдавать её другим существам, как это было с Кощеем. До потери глаза сила Яги была невероятно огромной, и создание ею собственного карманного измерения — яркий тому пример. Благодаря своей силе Яга подчинила под свой контроль всех возможных магических существ, за исключением Лешего.
Также, Яга не раз демонстрировала свою способность дальновидения, когда она могла наблюдать за событиями мира людей, не покидая при этом своё измерение. Ещë раз она продемонстрировала эту способность, когда помогла Хеллбою найти Нимуэ в реальном мире.
В качестве оружия Яга чаще всего использует свою волшебную ступу, на которой она передвигается на большие расстояния, и деревянные протезы, заменяющие ей ноги.
Кроме всего прочего, Яга имеет большие познания в зельеварении и несколько раз использовала эти зелья для битв или других целей.

## Вне комиксов
- В 2019 году Яга дебютировала в кино в в супергеройском боевике «Хеллбой». В фильме роль колдуньи исполнили сразу два актëра: каскадëр Трой Джеймс, исполнивший роль Яги вживую, и актриса озвучивания Эмма Тейт, которая озвучила её. В фильме Яга играет роль второстепенной антагонистки и её главной целью является получение глаза Хеллбоя. По сюжету Яга вызывает Хеллбоя в свою избушку и предлагает ему свою помощь в поимке Нимуэ в обмен на то, что он отдаст ей глаз. Однако Хеллбой нарушает договор, говоря, что он не уточнял, когда именно он отдаст ей глаз, а потому это не случится никогда. Яга нападает на Хеллбоя, но демон легко побеждает колдунью и тогда она насильно выбрасывает его из избушки, перед этим наложив на него проклятие. В сцене после титров показано, как Яга обращается за помощью к Кощею Бессмертному и приказывает ему принести ей глаз Хеллбоя, а в обмен она исполнит его самое сокровенное желание и убьëт его[9].